# Лудовизи
Лудовизи (на италиански: Ludovisi) са римска феодална фамилия, произхождаща от Болоня. Те се издигат в началото на XVII век, когато през 1621 г. Александър Лудовизи става папа под името Григорий XV. Папският племенник Лудовико Лудовизи (26-годишен) и неговият братовчед Николо Лудовизи (37-годишен) стават кардинали. Братът на папата - Орацио Лудовизи става генерал-капитан на Папските войски и поема благородническите титли на Фиано и Дзагороло. По-късно синът на Орацио - Николо I Лудовизи става принц на Пьомбино, като титлите му по-късно са наследени от Джовани Батиста Лудовизи, Николо II Лудовизи, Олимпия Лудовизи и Иполита Лудовизи. Чат от фамилията през 20 век е математикът Балдазаре Бонкомпани-Лудовизи.
Резиденцията на фамилията е Палацо Монтечиторио в Рим.